# Reidar Nyborg
Reidar Nyborg (* 4. April 1923 in Mesnali; † 30. April 1990 in Ringsaker) war ein norwegischer Skilangläufer.
Nyborg, der für Hedmark startete, gewann bei den Olympischen Winterspielen 1948 in St. Moritz die Bronzemedaille mit der Staffel. Zudem errang er dort den 17. Platz über 18 km. Im folgenden Jahr belegte er beim Holmenkollen Skifestival den neunten Platz über 50 km. Bei norwegischen Meisterschaften siegte er 1947 mit der Staffel und 1949 über 30 km. Im Jahr 1946 wurde er Zweiter mit der Staffel, 1948 Dritter mit der Staffel und 1949 Dritter über 50 km.